# Jonathan Pollard

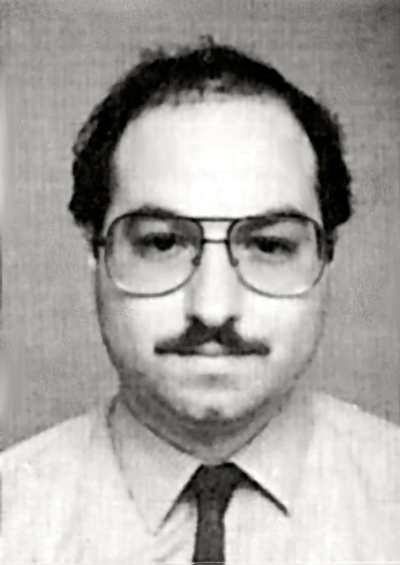
Jonathan Pollard (1980er Jahre)

Jonathan Jay Pollard (hebräisch יונתן פולארד, * 7. August 1954 in Galveston, Texas) ist ein gebürtiger US-Amerikaner, der 1987 wegen Spionage für den israelischen Geheimdienst Lakam zu einer lebenslangen Freiheitsstrafe in den Vereinigten Staaten verurteilt wurde und bis 2015 in Haft saß. Am 29. Dezember 2020 wanderte er nach Israel aus, dessen Staatsbürgerschaft er seit 1996 besitzt.

## Biografie
Jonathan Pollard ist ein Sohn des Biologie-Professors Morris Pollard (1916–2011) und von Mildred Klein Pollard (1919–2003). Er war mit Anne Henderson Pollard verheiratet, von der er sich kurz nach deren Haftentlassung scheiden ließ. Er war seit 1993 in zweiter Ehe mit Esther Zeitz Pollard verheiratet, die 2022 verstarb.

### Spionageaffäre
Pollard arbeitete seit September 1979 als Nachrichtenoffizier für die US-Marine. Seine Vorgesetzten begannen ihm zu misstrauen, weil wiederholt geheime Dokumente in seinem Büro gefunden wurden, die nicht mit seinem Aufgabenprofil in Beziehung standen. Das FBI wurde hinzugezogen und mit Ermittlungen beauftragt. Im November 1985 wurde Pollard vom FBI befragt. Wenige Tage später, am 21. November 1985, beantragte er Asyl für sich und seine Frau bei der israelischen Botschaft. Die Botschaft verweigerte dies jedoch, und Pollard und seine Frau wurden von FBI-Beamten verhaftet.
Pollard bekannte sich vor Gericht schuldig, wodurch es nach den Regeln des angelsächsischen Rechts nicht zu einer Verhandlung der Details seines Falles kam. Am 4. Juni 1986 wurde Pollard der Spionage für schuldig befunden und am 4. März 1987 zu lebenslanger Haftstrafe verurteilt. Seine Frau, Anne Henderson-Pollard, wurde zu fünf Jahren Haft verurteilt und 1989 freigelassen.
Einzelheiten zu den von Pollard an Israel weitergegebenen Informationen sind weitgehend unklar. Laut Unterlagen der CIA, deren Geheimhaltung 2012 aufgehoben war, halfen sie Israel unter anderem 1985 bei der Planung des Überfalls auf das PLO-Hauptquartier in Tunis, bei dem 60 Menschen getötet wurden.

### Kontroverse um Entlassung
Die Affäre und seine daraus resultierend lebenslange Haftstrafe, von der er die letzten Jahre im US-Bundesgefängnis Butner verbüßte, stellten eine schwere Belastung für die Beziehungen zwischen den USA und Israel dar.

#### Befürworter einer Freilassung
Bereits Jitzchak Rabin hatte sich für eine Freilassung Pollards ausgesprochen.
Im Februar 1996 wurde Pollard die israelische Staatsbürgerschaft verliehen. Die israelische Regierung bat wiederholt um seine Freilassung. Der damalige Ministerpräsident Israels, Benjamin Netanjahu, gab 1998 zu, dass Pollard als Spion für Israel tätig gewesen war. Am 9. Januar 2001 traf sich der frühere Premierminister Benjamin Netanjahu mit dem Inhaftierten und dessen Ehefrau Esther.
2005 lehnte Präsident George W. Bush eine erneut vorgetragene Bitte der Israelis ab. Als er sich auf einem Staatsbesuch im Januar 2008 in Israel befand, wurde das Thema erneut an ihn herangetragen.
Am 21. Oktober 2006 wurde Pollard von der israelischen Siedlung Bet El die Ehrenbürgerschaft verliehen. Der Jerusalemer Stadtrat benannte einen Platz nach Jonathan Pollard.
Die New York Times berichtete am 21. September 2010, dass die Regierung Netanjahu inoffiziell angeboten habe, drei Monate keine neuen Siedlungen in den besetzten Palästinensergebieten zu bauen, wenn Pollard entlassen werde.
2011 bat Israels Ministerpräsident Benjamin Netanjahu in einem Brief den US-amerikanischen Präsidenten Barack Obama um Begnadigung von Pollard aus humanitären Gründen.
Alan Dershowitz, der ein Verteidiger Pollards war, hat sich für dessen Freilassung ausgesprochen.
Henry Kissinger setzte sich in einem Brief an Barack Obama für Pollards Freilassung ein.

#### Gegner einer Freilassung
Als 1998 über die Freilassung Pollards diskutiert wurde, setzen sich Donald Rumsfeld und die früheren Verteidigungsminister Melvin R. Laird, Frank Carlucci, Dick Cheney, Caspar Weinberger, James R. Schlesinger und Elliot L. Richardson gegen eine Freilassung Pollards ein. Zahlreiche Kongressabgeordnete schlossen sich ihnen an.
Die früheren Leiter des Marinegeheimdienstes, die Admirale William Studeman, Sumner Shapiro, John L. Butts und Thomas Brooks entgegneten den Freilassungsbefürwortern, sie seien Gegner des Mythos, den eine clevere Öffentlichkeitskampagne erschaffen habe. Pollard sei von einem „gierigen, arroganten Betrüger der amerikanischen Nation zu einem israelischen Patrioten gemacht worden“. Er habe Informationen nicht nur an Israel, sondern auch an drei andere Nationen geliefert.
Bill Clinton erinnerte sich in seiner Biographie, dass Sandy Berger, George Tenet und Madeleine Albright Gegner einer Freilassung Pollards waren, als er mit ihnen dieses Thema diskutierte. Er schloss sich deren Meinung an.
Ron Olive, früherer Mitarbeiter der Marine-Militärpolizei, behauptete 2006 in seinem Buch Capturing Jonathan Pollard - How One of the Most Notorious Spies in American History Was Brought to Justice, Pollard habe Geheimnisse auch an Pakistan verkauft, obwohl es darauf in den öffentlichen Prozessdokumenten keinen Hinweis gibt.
Der Herausgeber des New Republic Martin Peretz widersprach in einem 2010 veröffentlichten Beitrag dem Image Pollards als jüdischem Märtyrer, charakterisierte ihn stattdessen als bezahlten und überführten Agenten, der in seinem eigenen Land für Israel und Pakistan spioniert habe, und rechnete Pollards Unterstützer den Ultra-Nationalisten und religiösen Rechten zu.

### Entlassung
Am 20. November 2015 wurde Pollard unter Auflagen aus der Haft entlassen. Seine Bewährungsauflagen sahen vor, dass er für fünf Jahre nicht aus den USA ausreisen dürfe, kein Internet benutzen und keine Interviews geben dürfe und sich regelmäßig bei seinem Bewährungshelfer zu melden habe. Im November 2020 endeten die Bewährungsauflagen.
Am 29. Dezember 2020 flog Pollard mit seiner Frau Esther in einem privaten Jet vom Newark Liberty International Airport in New Jersey nach Israel, wo er am 30. Dezember ankam. Am Flughafen Ben Gurion wurde er am Flugzeug vom israelischen Premierminister Benjamin Netanjahu empfangen, der Pollard seine neuen israelischen Ausweisdokumente übergab.
Pollards Verbindungsmann zum Geheimdienst, der israelische Luftwaffenpilot Aviem Sella, der sich 1985 durch Flucht einer Verhaftung und Anklage in den USA entziehen konnte, wurde 2021 von US-Präsident Donald Trump an dessen letztem Tag im Amt begnadigt und darf seitdem wieder in die USA einreisen.